# High Roller (pariserhjul)
High Roller er et 167,6 meter højt pariserhjul, beliggende ved The Strip i Las Vegas, Nevada. Siden åbningen i 2014 har det været verdens højeste pariserhjul, hvor det overgik Singapore Flyer med 2,6 meter.